# Antay Casino & Hotel
Antay Casino & Hotel, es un casino de juego chileno, ubicado en la ciudad de Copiapó, en la Región de Atacama.
El casino cuenta con 629 posiciones de juego. Posee 14 mesas de juego, 179 posiciones de bingo.